# Valse triste
Valse triste (Vals triste), op. 44, n.º 1, es una obra orquestal corta en forma de vals compuesta por el músico finlandés Jean Sibelius. Originalmente fue parte de la música incidental que compuso para la obra de teatro Kuolema (La Muerte) de su cuñado Arvid Järnefelt en 1903, pero es mucho más conocida como pieza de concierto aparte.

## Descripción

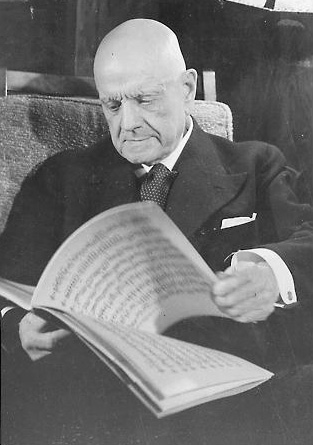
Jean Sibelius

Sibelius escribió seis piezas para la producción de Kuolema del 2 de diciembre de 1903. La primera fue titulada Tempo di valse lente - Poco risoluto. En 1904 revisó la pieza, que se interpretó en Helsinki el 25 de abril de ese año como Valse triste. Fue un éxito instantáneo de público, tomó vida propia y sigue siendo una de las piezas características de Sibelius.
Breitkopf & Härtel publicaron la obra en 1905 como op. 44. Sin embargo, debido al tipo de contrato de publicación, Sibelius recibió muy poco dinero en concepto de derechos de interpretación de la obra.
En 1906, el compositor fusionó los números 2 y 3 de la música incidental en una única pieza, que renombró como Escena con grullas. Esta fue publicada póstumamente en 1973 como op. 44 n.º 2; Valse triste fue renumerada retrospectivamente como op. 44 n.º 1. La versión original tal y como se estrenó en 1903 bajo el nombre Tempo di valse lente - Poco risoluto no se ha conservado.
Con este vals, Sibelius quiso transmitir la añoranza de su país natal, Finlandia. En principio, el compositor no dio mucha importancia a la pieza y jamás se imaginó el éxito que llegaría a tener. Un éxito del que, como es de imaginar por el contrato, apenas se benefició económicamente. 

## En la cultura popular
Esta canción fue utilizada en varias producciones internacionales de cine y televisión, siendo parte de la cultura popular internacional como esta canción es de género clásico.  
- Fue utilizada en la película animada italiana No demasiado alegre (Allegro non troppo), en 1976; allí ponen este tema de fondo en la escena del "Gato Solitario".
- En México, también fue utilizada como tema central de la icónica película Teresa, en 1961; producción protagonizada por la recordada actriz mexicana Maricruz Olivier.